# الجمعية الوطنية في بوتان
الجمعية الوطنية في بوتان (بالإنجليزية: National Assembly)‏  هي الهيئة التشريعية في بوتان، وتتكون من 47 مقعداً، وهي المجلس الأدنى في برلمان بوتان.

## طالع أيضًا
- برلمان بوتان